# 무거운 새
"무거운 새"는 1994년에 개봉한 대한민국의 영화이다.

## 캐스팅
- 손창민 : 오지섭 역
- 송채환 : 강세옥 역
- 김보연 : 영애 역
- 이미경 : 운혜 역
- 박용진
- 이훈희
- 안유리
- 신진희
- 김현숙
- 김명규
- 김명석
- 김명일
- 임동진 (특별출연)
- 강리나 (특별출연)